# Jamrajokształtne
Jamrajokształtne, jamraje (Peramelemorphia) – rząd ssaków z nadrzędu australotorbowych (Australidelphia) obejmujący niewielkie gatunki o wydłużonym pysku, długim ogonie oraz z drugim palcem stopy zrośniętym z trzecim.

## Systematyka
Do jamrajokształtnych zaliczane są rodziny:
- Thylacomyidae Bensley, 1903 – wielkouchowate[12][10], pojedynczy gatunek obecnie żyjący wielkouch króliczy i jeden wymarły[15],
- Chaeropodidae Gill, 1872 – bandikowate – takson wymarły,
- Peramelidae J.E. Gray, 1825 – jamrajowate[12][10], 21 gatunków w sześciu rodzajach[15],
- Yaralidae Muirhead, 2000 – takson wymarły.

Opisano również wymarłe rodzaje o niepewnej pozycji systematycznej i niesklasyfikowane w żadnej z powyższych rodzin:
- Bulbadon Travouillon, Beck & Case, 2021[16] – jedynym przedstawicielem był Bulbadon warburtonae Travouillon, Beck & Case, 2021
- Bulungu Gurovich, Travouillon, Beck, Muirhead & M. Archer, 2014[17]
- Galadi Travouillon, Gurovich, Beck & Muirhead, 2010[18]
- Kutjamarcoot Chamberlain, Travouillon, Archer & Hand, 2015[19] – jedynym przedstawicielem był Kutjamarcoot brevirostrum Chamberlain, Travouillon, Archer & Hand, 2016
- Madju Travouillon, M. Archer, Hand & Muirhead, 2015[20]
- Silvicultor Travouillon, Louys, Price, M. Archer, Hand & Muirhead, 2017[21]

## Budowa
Zwierzęta mierzą od 15 do 60 cm, licząc długości głowy i tułowia. Ich masa waha się od 100 g do 5 kg.
Morfologią jamrajokształtne przywodzą na myśl należące do łożyskowców gryzonie. Ogólnie mają krępe ciało.
Czaszka jamrajokształtnych jest wydłużona. Ich uszy są wyprostowane. Wielkością różnią się zależnie od taksonu: niekiedy małe i zaokrąglone, a kiedy indziej długie, ostro zakończone. Oczy są dobrze rozwinięte. Jamrajokształtne cechują się długim, zwężającym się pyskiem. Są poliprotodontyczne, mają więc 4-5 siekaczy szczęki i liczne siekacze żuchwy. Różni je to od dwuprzodozębowców, takich jak koala czy kangurowate o dwóch siekaczach kości zębowej. Koniec siekaczy mają spłaszczony. Ponadto ostatni siekacz żuchwy cechuje podzielona na płaty korona. Za siekaczami leżą dobrze rozwinięte kły, a jeszcze dalej po 3 przedtrzonowce, opisywano jako plagialakoidalne, a więc wąskie i ostro zakończone. Jeszcze za nimi znajdują się 4 trzonowce, które mogą być trybosfeniczne lub kwadratowe.
| Wzór zębowy | Wzór zębowy | I   | C | P | M |
| ----------- | ----------- | --- | - | - | - |
| 46-48       | =           | 4-5 | 1 | 3 | 4 |
| 46-48       | =           | 3   | 1 | 3 | 4 |

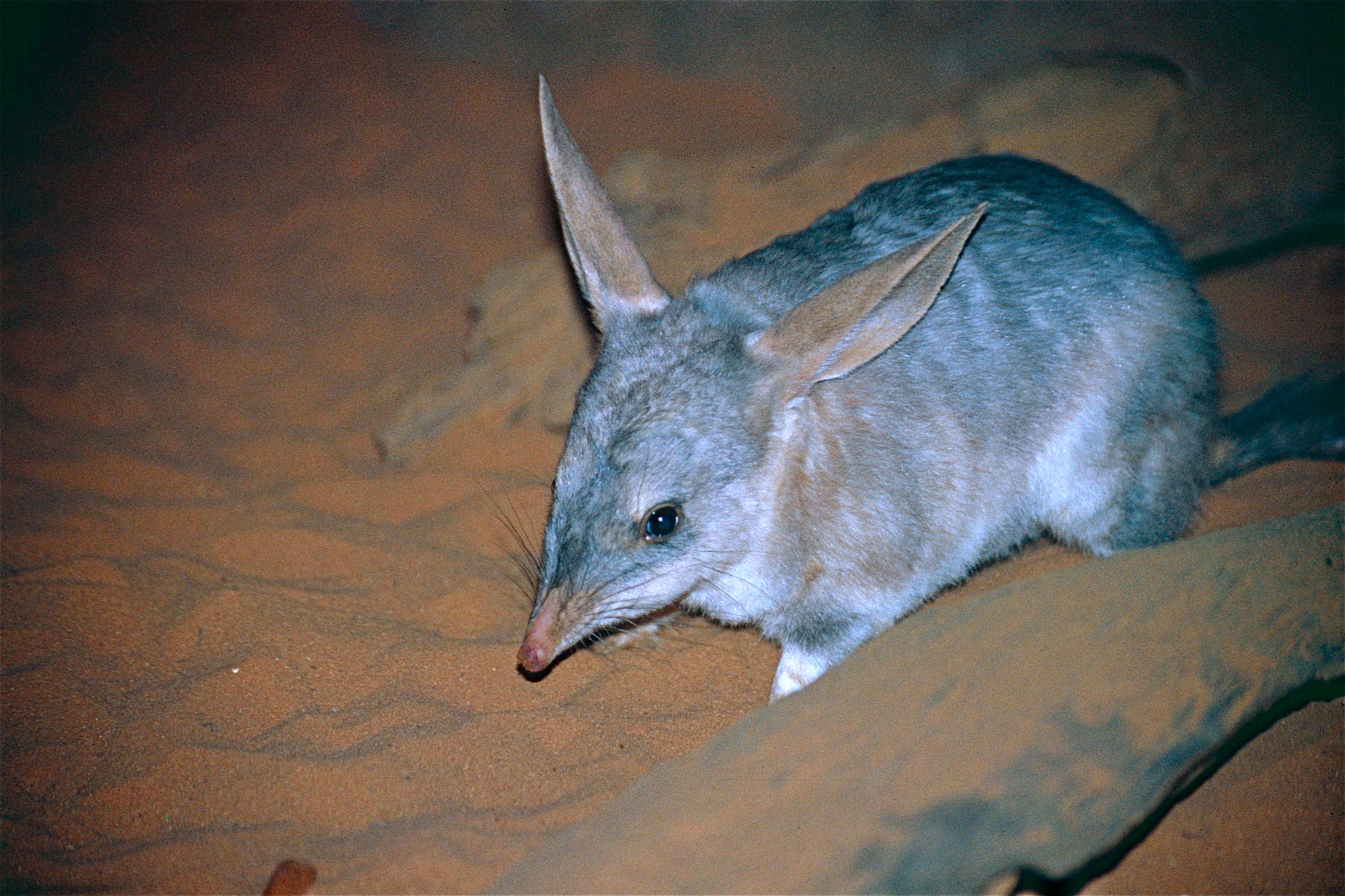
Wielkouch króliczy

Szyję mają krótką. Na tułowiu występuje marsupium, które otwiera się do tyłu. Ich krótkie kończyny przednie służą kopaniu nor i przekopywaniu gleby. Mogą kończyć się zredukowaną liczbą palców, jeśli pierwszy i piąty nie występują, bądź też palce te są obecne, a brak im tylko pazurów. Dobrze rozwinięte są zaś place trzeci i czwarty, które wieńczą przystosowanie do kopania w ziemi płaskie pazury. Kończyny tylne są względnie długie i silne. Występuje syndaktylia, jednak zrośnięcie drugiego palca z trzecim nie obejmuje odrębnych pazurów. Najdłuższy jest czwarty palec.

## Rozmieszczenie geograficzne i siedlisko
Rząd obejmuje gatunki występujące w Australii, na Nowej Gwinei i na okolicznych wyspach.
Jamrajokształtne zamieszkują różnorodne siedliska. Spotyka się je na pustyniach i w lasach tropikalnych, a także na górskich łąkach.
Zwierzęta te są wszystkożerne. Główną część ich jadłospisu stanowią owady, jednak nie gardzą też kręgowcami ani pokarmem roślinnym. Ich aktywność przypada na porę nocną. Mają dobry wzrok i węch.